# Amor (priimek)
Amor je priimek več znanih tujih oseb:
- Šaul Amor (1940—2004), izraelski politik
- Guillermo Amor (*1967), španski nogometaš